# Don Simpson
Donald Clarence Simpson (Seattle, 29 oktober 1943 – Los Angeles, 19 januari 1996) was een Amerikaanse filmproducent. Hij werkte vaak samen met Jerry Bruckheimer.

## Biografie
Donald Simpson, of kortweg Don Simpson, werd geboren in Seattle en groeide op in Anchorage, Alaska. Hij volgde later ook lessen aan de Universiteit van Oregon.
In de loop der jaren groeide hij uit tot een van de bekendste filmproducenten van Amerika. Dit kwam voornamelijk door enkele succesvolle filmproducties als Flashdance (1983), Beverly Hills Cop (1984), Top Gun (1986) en Bad Boys (1995). Maar ook het persoonlijke leven van Simpson droeg bij tot zijn bekendheid. Zo was hij naar verluidt een liefhebber van SM en geen onbekende bij plastisch chirurgen.
In 1996 overleed hij aan een hartaanval, die hij had gekregen na het gebruik van verschillende drugs. Voordien was hij reeds ontslagen bij Paramount Pictures, waar hij eens tijdens een vergadering flauwviel omwille van zijn drugsgebruik. Zijn laatste film als filmproducent, The Rock (1996), werd aan hem opgedragen.